# Burdrop
Burdrop – wieś w Anglii, w hrabstwie Oxfordshire, w dystrykcie Cherwell. Leży 36 km na północny zachód od Oksfordu i 111 km na północny zachód od Londynu.